# Тешкото
Тешкото је плес који се сматра једним од најлепших и најтежих македонских игара. О овој игри пуно је писано и причано, јер представља важан део македонског музичког фолклора.

## Настанак игре
Географски потиче из области Галичник, северозападна Северна Македонија, на планини Бистра. Народна ношња у којој се наступа приликом овог плеса, такође потиче са истих подручја.
У основи, плес се настао са појавом профитера током њихових миграција. Играо на крају села, месту где су се мигранти раздвајали од својих најближих, приликом поздрављања непосредно пред пут у непознато - у туђину.
Плес је временом прерастао у химну. Химна се ширила од мигранта према свим оним грађанима у којима се таложила горчина и терет, настао као последица вековног ропства.
Игра представља инспирацију за многе уметнике и песнике, међу којима је и песник Блаже Конески који је написао песму за игру тешкото. Композитор, Тодор Јордан, написао је хорску композицију за овај македонски плес.